# Gymnocorymbus
 Gymnocorymbus  (griechisch gymnos „nackt“, kephale „Kopf“) ist eine Gattung tropischer Süßwasserfische aus der 
Salmlerfamilie Acestrorhamphidae. Zur Gattung gehört der Trauermantelsalmler (Gymnocorymbus ternetzi), ein beliebter Süßwasserzierfisch. Gymnocorymbus-Arten kommen im nördlichen und mittleren Südamerika vor (Amazonasbecken, Orinoko, Rio Guaporé, Río Paraguay).

## Merkmale
Gymnocorymbus-Arten werden 5 bis 7,5 Zentimeter lang. Ihr Körper ist hochrückig, fast rund und seitlich stark abgeflacht. Rücken- und Afterflosse sind relativ hoch, die Afterflosse lang. Eine Fettflosse ist vorhanden. Die Basien von After- und Schwanzflosse sind unbeschuppt. Gattungtypisch ist die unbeschuppte „Nacken“linie vor dem Beginn der Rückenflosse (Gattungsname). Die Seitenlinie ist vollständig und verläuft fast geradlinig.

## Arten
- Gymnocorymbus bondi (Fowler, 1911)
- Gymnocorymbus flaviolimai Benine et al., 2015
- Trauermantelsalmler (Gymnocorymbus ternetzi Boulenger, 1895)
- Gymnocorymbus thayeri Eigenmann, 1908